# Фен Юсян
Фен Юсян (кит.: 馮玉祥, 冯玉祥, Féng Yùxíang; 1868—1948) — китайський військовий та політичний діяч.
Народився у 1868, провінція Чжилі, Китай. Походив із бідної родини. Був моряком, згодом оселився у США.
У 1890-х мешкав на Алясці та займався видобуванням золота.
У 1890-х закінчив школу морських офіцерів. Воював у складі американської армії в американсько-іспанській війні 1898. На той час був у званні капітана. У боях на Карибах здобув багато нагород.
У 1900 присвоїли звання контр-адмірала. У 1900 брав участь у придушенні повстання боксерів у Китаї.
У 1902 підвищений до рангу полковника, в 1903 вийшов у відставку.
У 1903—1913 мешкав у Сіетлі, був власником фірми з торгівлі китайськими товарами.
З 1913 постійно проживав у Пекіні. Невдовзі вступив на службу до президента Юань Шикая. Гомінданівському урядові бракувало фахівців, і Фен запропонував свої послуги.
З 1927 — маршал Китаю, активно впливав на політику Чан Кай Ші. Був противником японо-китайської угоди.
У 1932 після завоювання Японією Маньчжурії вийшов у відставку. Загинув під час пожежі на кораблі.